# NGC 2132
NGC 2132 ist ein Asterismus im Sternbild Pictor.
Das Objekt wurde am 11. Januar 1836 vom britischen Astronomen John Herschel entdeckt.